# Kjell Herberts
Kjell Erik Martin Herberts, född 17 november 1951 på Bergö, är en finlandssvensk sociolog.
Herberts var mellan 1974 och 1982 forskningsassistent vid Svenska litteratursällskapet i Finlands nämnd för samhällsforskning och blev år 1982 forskare vid Institutet för finlandssvensk samhällsforskning. Han är preses i Svensk-Österbottniska samfundet sedan 1999.